# Echinochloa elliptica
Echinochloa elliptica är en gräsart som beskrevs av P.W.Michael och Joyce Winifred Vickery. Echinochloa elliptica ingår i släktet hönshirser, och familjen gräs. Inga underarter finns listade i Catalogue of Life.